# Раф-енд-Реді (Каліфорнія)
Раф-енд-Реді (англ. Rough and Ready) — переписна місцевість (CDP) в США, в окрузі Невада штату Каліфорнія. Населення — 905 осіб (2020).

## Географія
Раф-енд-Реді розташований за координатами 39°14′2″ пн. ш. 121°8′17″ зх. д. / 39.23389° пн. ш. 121.13806° зх. д. (39.234017, -121.138015).  За даними Бюро перепису населення США в 2010 році переписна місцевість мала площу 8,21 км², уся площа — суходіл.

## Демографія
Згідно з переписом 2010 року, у переписній місцевості мешкали 963 особи в 428 домогосподарствах у складі 262 родин. Густота населення становила 117 осіб/км².  Було 477 помешкань (58/км²).
Расовий склад населення:
| - 92,0 % — білих - 1,7 % — азіатів - 0,6 % — вихідців з тихоокеанських островів - 0,6 % — корінних американців - 0,3 % — чорних або афроамериканців - 1,1 % — осіб інших рас |

До двох чи більше рас належало 3,6 %. Частка іспаномовних становила 5,8 % від усіх жителів.
За віковим діапазоном населення розподілялося таким чином: 16,6 % — особи молодші 18 років, 65,3 % — особи у віці 18—64 років, 18,1 % — особи у віці 65 років та старші. Медіана віку мешканця становила 49,5 року. На 100 осіб жіночої статі у переписній місцевості припадало 108,0 чоловіків;  на 100 жінок у віці від 18 років та старших — 104,8 чоловіків також старших 18 років.
Середній дохід на одне домашнє господарство  становив 58 361 долар США (медіана — 43 958), а середній дохід на одну сім'ю — 65 893 долари (медіана — 80 667). За межею бідності перебувало 17,0 % осіб, у тому числі 53,1 % дітей у віці до 18 років та 11,3 % осіб у віці 65 років та старших.
Цивільне працевлаштоване населення становило 686 осіб. Основні галузі зайнятості: освіта, охорона здоров'я та соціальна допомога — 28,3 %, будівництво — 16,8 %, інформація — 13,4 %, роздрібна торгівля — 13,3 %.